# Harry Alcock
Harry Alcock là một cầu thủ bóng đá từng thi đấu ở Football League cho Walsall. Ông sinh ra ở Walsall, Anh.